# 인도네시아의 섬 목록

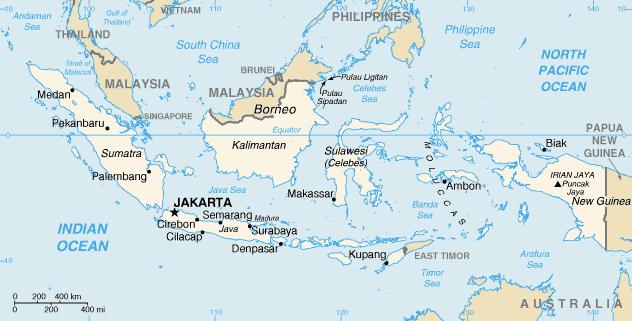

다음은 인도네시아의 섬 목록이다.
- 수마트라섬
- 자와 섬
- 보르네오섬
- 술라웨시섬
- 리아우섬
- 뉴기니섬